# Серхио Родригез
Серхио Родригез Гомез (шп. Sergio Rodriguez Gómez; Сан Кристобал де ла Лагуна, 12. јун 1986), познат и под надимком Ел Чачо (шп. El Chacho), бивши је шпански кошаркаш. Играо је на позицији плејмејкера.

## Клупска каријера
Родригез је сениорску каријеру почео у екипи Естудијантеса у сезони 2003/04. Освојио је награду за најбољег младог играча АЦБ лиге у сезони 2004/05.
На НБА драфту 2006. одабран је као 27. пик од стране Финикс санса, али је истог дана трејдован и завршио је у редовима Портланд трејлблејзерса. Након три сезоне у Портланду, у јуну 2009. је мењан у Сакраменто кингсе. У фебруару 2010. поново је трејдован, овога пута у Њујорк никсе где је провео остатак сезоне.
У јуну 2010. Родригез је, као слободан играч, потписао трогодишњи уговор с Реал Мадридом. У мају 2014. године добио је награду за најкориснијег играча Евролиге за сезону 2013/14. Наредне године са Реалом је освојио Евролигу. Такође је за шест сезона проведених у клубу освојио и по три пута домаће првенство и Суперкуп, четири пута Куп и један Интерконтинентални куп.
У јулу 2016. потписао је уговор са Филаделфија севентисиксерсима. Са њима је у сезони 2016/17. одиграо 68 мечева, на 30 је био стартер, а просечно је бележио 7,8 поена, 5,1 асистенцију за 22,3 минута на терену.
У јулу 2017. Родригез се вратио у европску кошарку и потписао за московски ЦСКА. У екипи ЦСКА је провео наредне две сезоне и у том периоду је освојио једну Евролигу и две ВТБ јунајтед лиге. Био је и најкориснији играч фајнал-фора ВТБ јунајтед лиге у сезони 2017/18. За екипу ЦСКА је одиграо укупно 124 утакмице на којима је просечно бележио 11,4 поен и 4,8 асистенција по утакмици.
Крајем јула 2019. потписао је трогодишњи уговор са Олимпијом из Милана. Остао је у Милану до краја уговора и освојио је једну титулу првака Италије, два Купа и један Суперкуп. У јулу 2022. вратио се у Реал Мадрид. Након две сезоне у Реалу, Родригез је завшрио играчку каријеру.

## Репрезентација
На Европском првенству до 18 година у Сарагоси 2004. године, Родригез је просечно постизао 19 поена, 4,6 скокова и 8,5 асистенција те је одвео екипу до освајања златне медаље и проглашен је најкориснијим играчем такмичења.
Са сениорском репрезентацијом Шпаније је освојио златну медаљу на Светском првенству 2006. у Јапану и на Европском првенству 2015. у Француској. Сребрну медаљу је освојио на Европском првенству 2007. у Шпанији и на Олимпијским играма 2012. у Лондону. Бронзану медаљу има са Европских првенстава 2013. и 2017. као и са Олимпијских игара 2016. у Рио де Жанеиру.

## Успеси

### Клупски
- Реал Мадрид:
  - Евролига (2): 2014/15, 2022/23.
  - Првенство Шпаније (4): 2012/13, 2014/15, 2015/16, 2023/24.
  - Куп Шпаније (5): 2012, 2014, 2015, 2016, 2024.
  - Суперкуп Шпаније (5): 2012, 2013, 2014, 2022, 2023.
  - Интерконтинентални куп (1): 2015.
- ЦСКА Москва:
  - Евролига (1): 2018/19.
  - ВТБ јунајтед лига (2): 2017/18, 2018/19.
- Олимпија Милано:
  - Првенство Италије (1): 2021/22.
  - Куп Италије (2): 2021, 2022.
  - Суперкуп Италије (1): 2020.

### Појединачни
- Најкориснији играч Евролиге (1): 2013/14.
- Идеални тим Евролиге — прва постава (1): 2013/14.
- Идеални тим Евролиге — друга постава (1): 2017/18.
- Најкориснији играч фајнал фора ВТБ јунајтед лиге (1): 2017/18.
- Најкориснији играч Суперкупа Шпаније (1): 2013.
- Најбољи млади играч Првенства Шпаније (1): 2004/05.
- Најкориснији играч Европског првенство до 18 година (1): 2004.

### Репрезентативни
- Европско првенство до 18 година: 
  -  2004.
- Светско првенство: 
  -  2006.
- Европско првенство: 
  -  2015.
  -  2007.
  -  2013, 2017.
- Олимпијске игре: 
  -  2012.
  -  2016.